# Li Shufang
Li Shufang (en chino: 李淑芳; Qingdao, 6 de mayo de 1979) es una deportista china que compitió en judo.
Participó en dos Juegos Olímpicos de Verano en los años 2000 y 2004, obteniendo una medalla de plata en Sídney 2000 en la categoría de –63 kg. En los Juegos Asiáticos de 2002 consiguió una medalla de bronce.
Ganó dos medallas de bronce en el Campeonato Asiático de Judo en los años 1997 y 2004.

## Palmarés internacional
| Juegos Olímpicos    | Juegos Olímpicos      | Juegos Olímpicos  | Juegos Olímpicos |
| Año                 | Lugar                 | Medalla           | Categoría        |
| ------------------- | --------------------- | ----------------- | ---------------- |
| 2000                | Sídney (Australia)    | Medalla de plata  | –63 kg           |
| Juegos Asiáticos    |                       |                   |                  |
| Año                 | Lugar                 | Medalla           | Categoría        |
| 2002                | Busan (Corea del Sur) | Medalla de bronce | –63 kg           |
| Campeonato Asiático |                       |                   |                  |
| Año                 | Lugar                 | Medalla           | Categoría        |
| 1997                | Manila (Filipinas)    | Medalla de bronce | –61 kg           |
| 2004                | Almatý ( Kazajistán)  | Medalla de bronce | –63 kg           |